# 戲說乾隆 (台視)
《戲說乾隆》是1993年臺灣電視公司八點檔古裝連續劇，飛騰電影公司與北京電影製片廠電視部製作，是1991年中國電視公司八點檔古裝連續劇《戲說乾隆》的續集，製作人周令剛。全劇分為兩個單元：第一單元〈乾隆捉狂記〉，第二單元〈乾隆探親記〉。在中國大陸各大電視台播出時劇名改為《戲說乾隆續集》。
2019年5月，YouTube「台視官方頻道」發布本劇台視官方完整版，保留首播時字幕，但因版權因素刪除主題曲與片尾曲。

## 角色
〈乾隆捉狂記〉（中國大陸版名為「南海擒寇」）
| 角色   | 演員   |
| 乾隆   | 鄭少秋 |
| 春喜   | 江淑娜 |
| 邱罔市 | 惠英紅 |
| 朱少東 | 陳鴻烈 |
| 池德川 | 李曉杰 |
| 阿桃   | 王玉環 |
| 邱阿南 | 張國梁 |
| 道濟   | 薛漢   |
| 夏庭吉 | 倪齊民 |

（以下待查）
〈乾隆探親記〉（中國大陸版名為「海寧斷案」）
| 角色   | 演員   |
| 乾隆   | 鄭少秋 |
| 春喜   | 江淑娜 |
| 姜辛   | 黎美嫻 |
| 陳沐   | 邵傳勇 |
| 寶柱   | 黃文豪 |
| 賈六   | 黃小龍 |
| 曹大人 | 恆     |
| 潘昆   | 李曉杰 |
| 郎棋   | 李海興 |
| 靳橋   | 曹眾   |
| 啟王   | 薛漢   |

## 工作人員
〈乾隆探親記〉第一集片頭工作人員表
- 監製：熊廷武
- 督導：郎
- 製作人：周令剛
- 企劃：賈玉華
- 策劃：門自堅、吳夢麟、岳萬里
- 編劇：宋項如
- 執行製作：劉文斌、陸保全、楊宗德
- 武術指導：李海興、閻明璋
- 導演：范秀明、李力安

## 歌曲
| 曲別   | 歌名         | 作詞 | 作曲   | 演唱   |
| 主題曲 | 〈談笑一生〉 | 姚謙 | 熊美玲 | 江淑娜 |